# Majidea zanguebarica
Majidea zanguebarica là một loài thực vật có hoa trong họ Bồ hòn. Loài này được J. Kirk ex Oliv. mô tả khoa học đầu tiên năm 1871.

## Hình ảnh

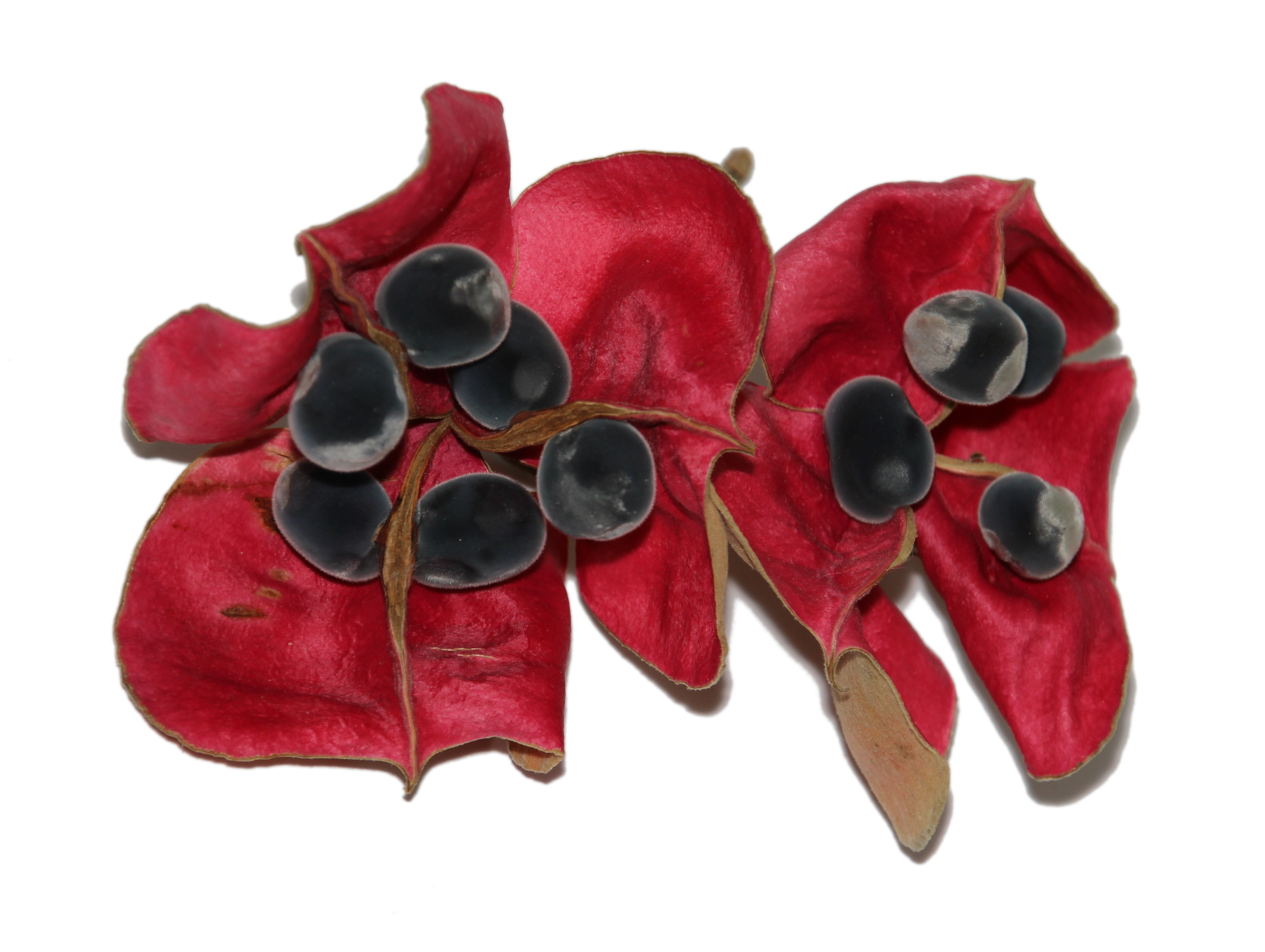
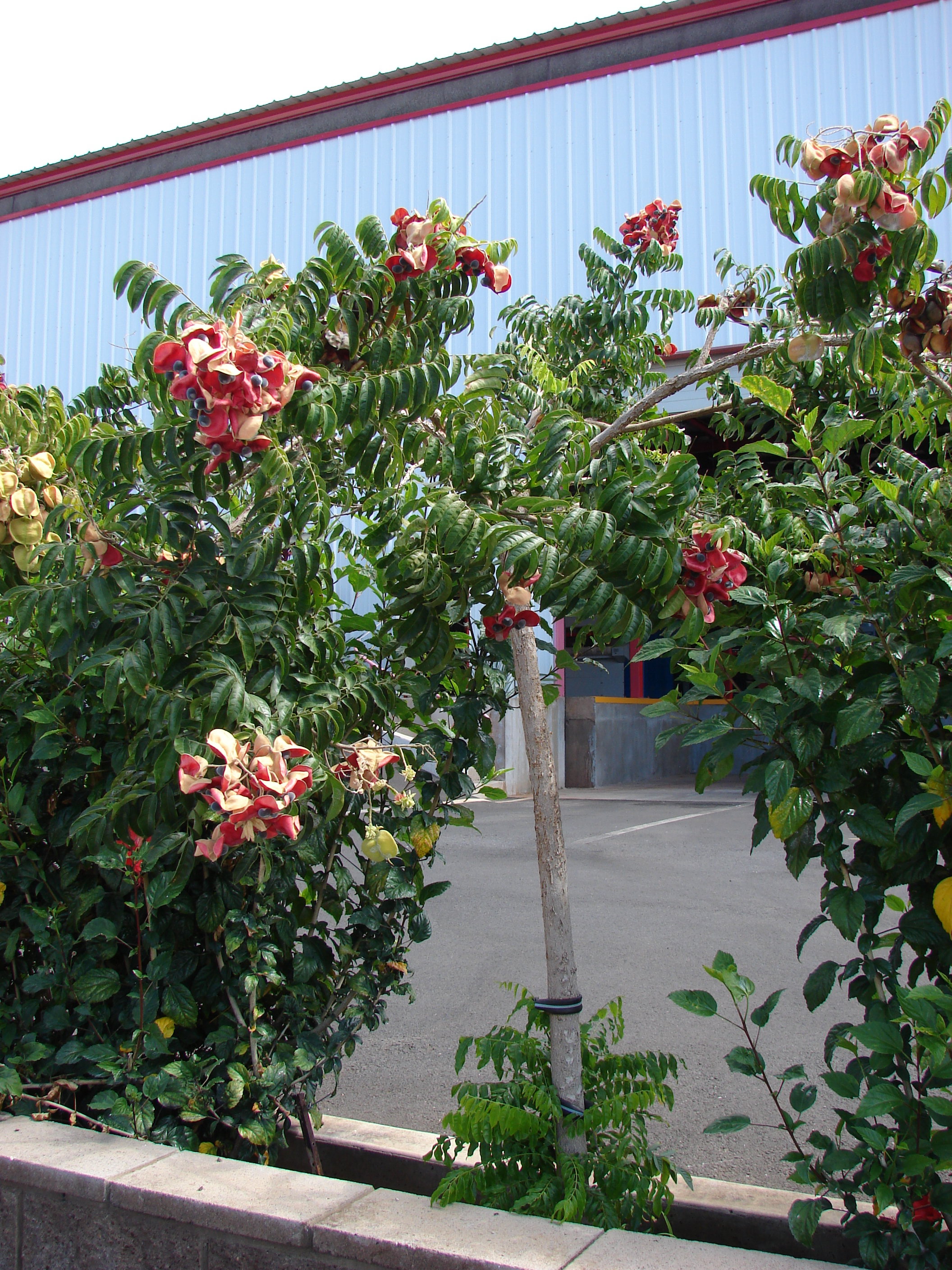
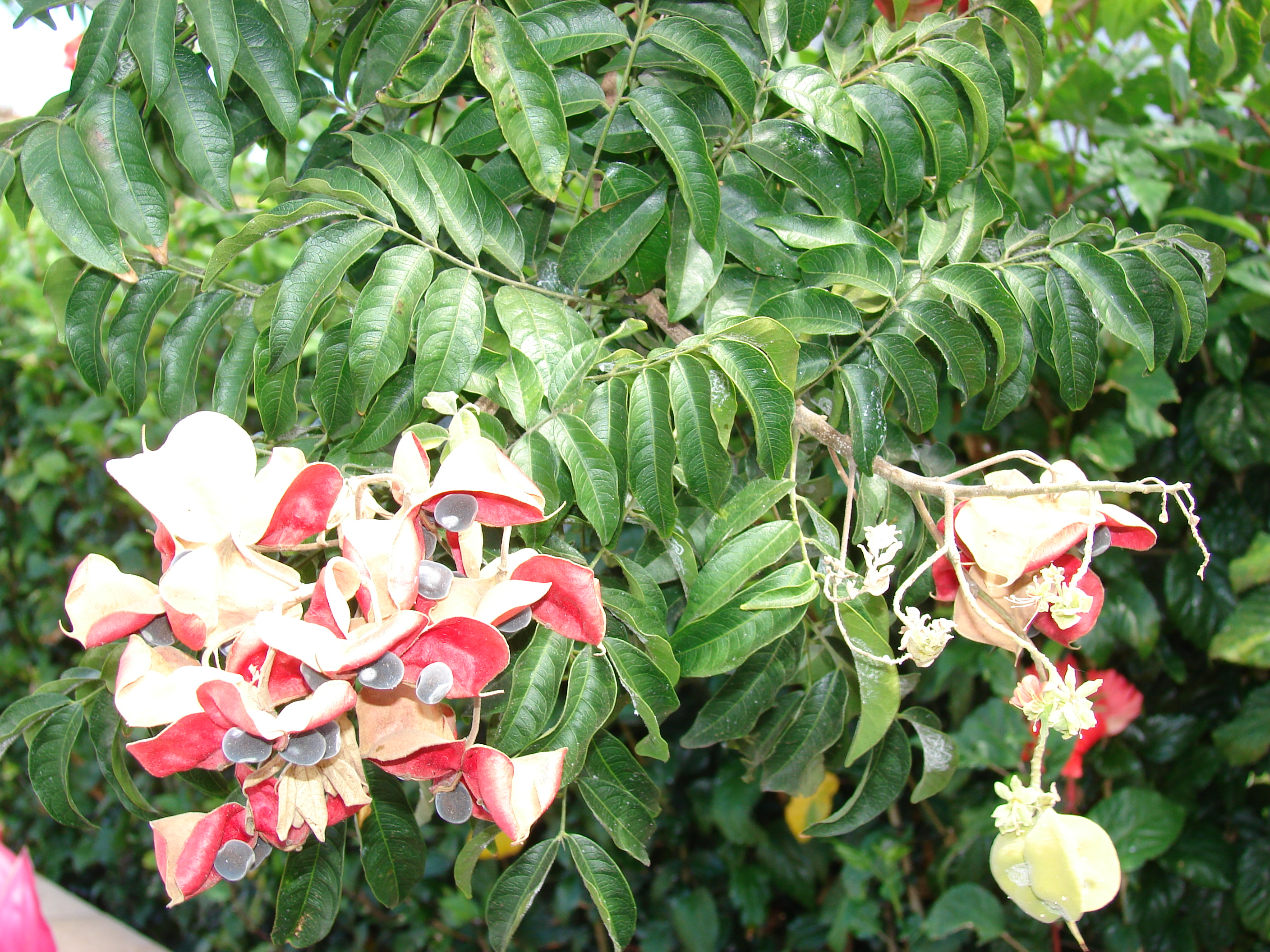
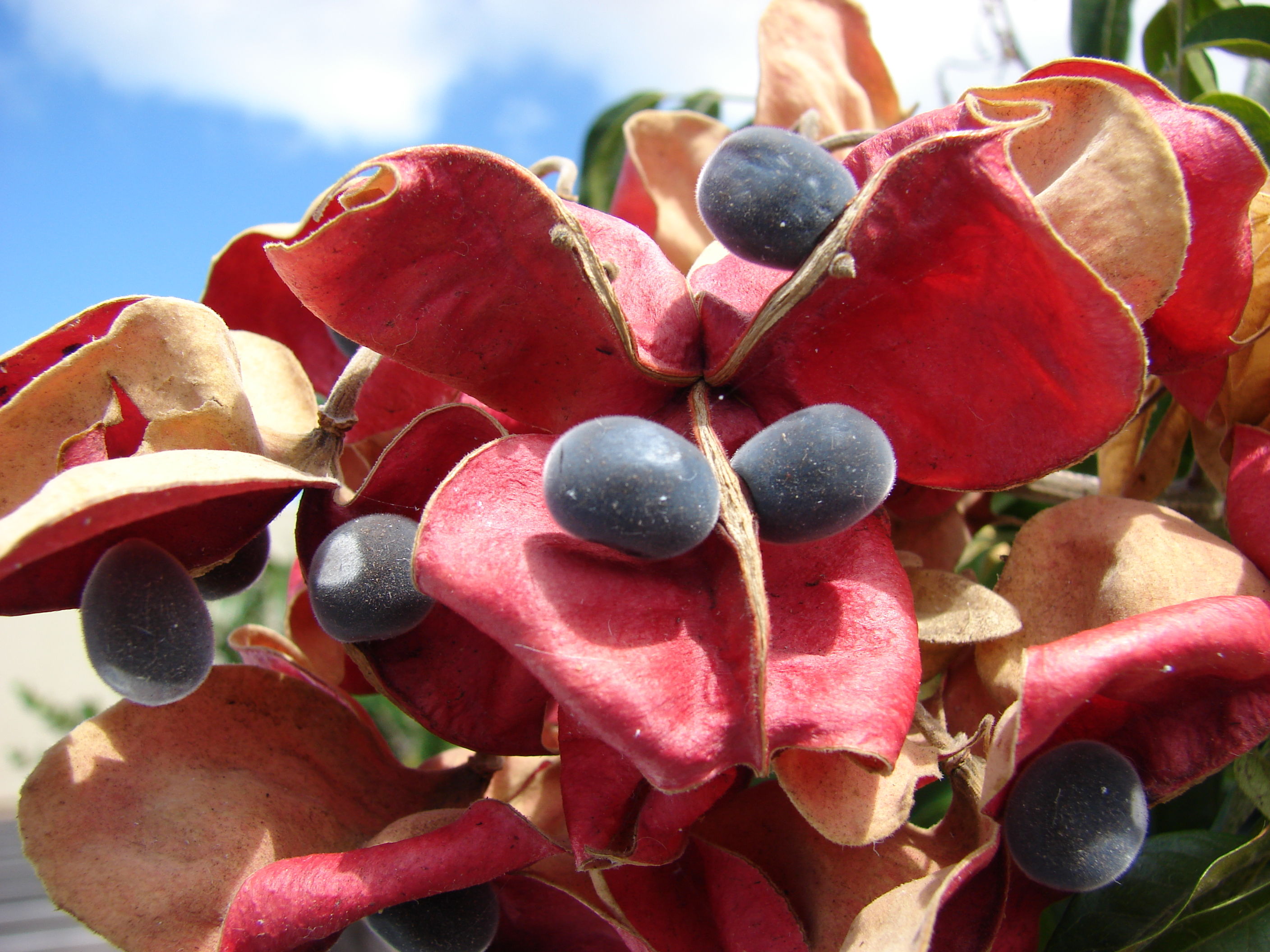